# VION Food Group
«VION Food Group» — международный продовольственный концерн со штаб-квартирой в городе Эйндховене (Нидерланды). Основан в результате слияния ряда компаний Нидерландов, Германии, Великобритании. История первой компании начинается с 1930 года.

## Акционеры
Концерн является акционерным обществом, управляется Исполнительным советом, который контролируется независимым Наблюдательным советом.

### Структура
- «VION Ingredients Nederland (Holding)» — Ингредиенты
- «VION Food Nederland (Holding) B.V.» — Пищевая индустрия
- «Oerlemans Foods Nederland B.V» — замороженные овощи
- «Banner Pharmacaps Europe B.V» — фармацевтика
- «Moksel AG» —мясная промышленность в Германии.

### Филиалы концерна
- VION Food Netherlands, Нидерланды
- VION Food Germany, Германия
- VION Food United Kingdom, Великобритания
- VION Food International, Международный филиал